# Производство риса на Кубе
Рисоводство является одной из отраслей сельского хозяйства Республики Куба.

## История
Увеличение численности населения в Гаване и окрестностях Гаваны уже в 1880е годы привело к необходимости импорта в этот район продовольствия (в том числе, риса).

### 1898—1958 годы
По состоянию на начало 1930-х годов Куба представляла собой типичную тропическую полуколониальную страну. Основой экономики являлось монокультурное сельское хозяйство. Основными экспортными товарами были тростниковый сахар и табак (в 1934 году они составляли свыше 90 % объёма экспорта), в меньшей степени — кофе, какао, тропические фрукты (бананы, ананасы, грейпфруты и др.), кокосовые орехи и ценные породы дерева (в частности, красное дерево и испанский кедр). При этом, посевы кукурузы, риса и пшеницы для внутреннего употребления были сравнительно невелики, и не обеспечивали потребности страны в продовольствии (35 % импорта составляли продукты питания).
В дальнейшем, мировой экономический кризис тяжело отразился на экономике страны.
После второй мировой войны рис уже являлся одной из значимых зерновых культур страны. В период с 1948—1949 до 1952—1953 гг. общая площадь рисовых полей составляла в среднем около 63 тыс. га, годовой сбор риса — в среднем около 164 тыс. тонн.
В начале 1950-х годов Куба по-прежнему оставалась отсталой страной с монокультурным сельским хозяйством, в котором выращивание сахарного тростника в ущерб основным продовольственным культурам заставляло ввозить 35 % потребляемого продовольствия (в том числе, почти целиком — пшеницу, рис и кукурузу). При этом, удобрения в сельском хозяйстве практически не применяли.
В 1956 году импортировалось 40 % продовольствия. Сбор риса составил 204 тыс. тонн. В это время рис являлся одним из основных продуктов питания кубинцев, но из-за расширения плантаций сахарного тростника площади под этой культурой сокращались.

### 1959—1991 годы
После победы Кубинской революции в январе 1959 года США прекратили сотрудничество с правительством Ф. Кастро и стремились воспрепятствовать получению Кубой помощи из других источников. Власти США ввели санкции против Кубы, а 10 октября 1960 года правительство США установило полное эмбарго на поставки Кубе любых товаров (за исключением продуктов питания и медикаментов).
Поскольку в 1959 году Куба являлась отсталой аграрной страной с преобладанием экстенсивного сельского хозяйства и избытком малоквалифицированной рабочей силы (четверть взрослого населения была неграмотной), используемой сезонно, у республики не было реальных возможностей (необходимых накоплений для капиталовложений, валютных резервов и квалифицированной рабочей силы) для быстрой индустриализации и создания многоотраслевой экономики; в первые годы после революции был взят курс на преимущественное развитие и техническое оснащение традиционных отраслей сельского хозяйства, а также связанных с ним пищевых производств.
Одной из самых важных задач стало обеспечение страны продовольственным зерном. С целью обеспечения продовольственной безопасности страны, была разработана и в 1961 году принята программа по обеспечению населения базовыми продуктами питания (в том числе, рисом). 20 февраля 1962 года была создана Академия наук Кубы (в составе которой было создано отделение сельского хозяйства).
Во время Карибского кризиса в октябре 1962 года корабли военно-морского флота США установили военно-морскую блокаду Кубы в виде карантинной зоны в 500 морских миль вокруг берегов Кубы, блокада продолжалась до 20 ноября 1962 года. Имевшее основания опасаться возобновления блокады острова в условиях продолжавшейся «холодной войны», правительство активизировало деятельность по достижению независимости страны от импорта продовольствия.
Началась механизация сельского хозяйства и увеличение собственного производства удобрений, создаются крупные специализированные районы рисоводства в районе города Санкти-Спиритус, в долине реки Кауто и других местах.
В 1961—1965 годах общая площадь рисовых полей составляла в среднем около 116 тыс. га, годовой сбор риса — в среднем около 172 тыс. тонн. В начале октября 1963 года на Кубу обрушился ураган «Флора» (один из сильнейших и разрушительных ураганов за всю историю региона), причинивший ущерб сельскому хозяйству (пострадали посевы риса).
В 1966 году положение в сельском хозяйстве страны осложнилось в связи с ущербом, нанесённым циклонами «Альма» (в июне 1966 года) и «Инес» (в сентябре — октябре 1966 года). В 1969 году были созданы первые специализированные опытные сельскохозяйственные станции, занимавшиеся вопросами рисоводства (EEA).
К 1970 году производство риса было полностью механизировано (в 1970 году в стране действовало 30 рисосушек). В 1971 году общая площадь рисовых полей составляла 180 тыс. га, годовой сбор риса — 452 тыс. тонн.
Начавшийся в октябре 1973 года топливно-энергетический кризис привёл к росту мировых цен на нефть и нефтепродукты и оказал влияние на сельское хозяйство страны. В 1975 году сбор риса составил 338 тыс. тонн, в 1976 году — 335,1 тыс. тонн. В 1978 году сбор риса составил 380 тыс. тонн. Для сбора урожая использовались рисоуборочные комбайны.
Уже в первой половине 1980-х годов рис являлся главной зерновой культурой, выращиваемой на Кубе.
В 1983 году сбор риса составил 496,8 тыс. тонн, в 1984 году — 531,8 тыс. тонн.
К началу 1984 года основные посевы риса были расположены в виде разрозненных ареалов вдоль южного побережья острова Куба: южнее и восточнее города Пинар-дель-Рио, на западе провинции Гранма, в бассейнах рек, впадающих в залив Гуаканаябо, а также южнее города Санкти-Спиритус и западнее города Камагуэй. Часть риса выращивали на орошаемых полях, но часть — всё ещё на суходолах (что в условиях тропического климата Кубы возможно только в условиях дождливого лета). При достаточных запасах воды для орошения в некоторых районах можно было снимать по два урожая в год. Производство риса продолжало расширяться, чтобы полностью покрыть внутренние потребности в этой продовольственной культуре (другие виды продовольственного зерна, и особенно пшеницу Куба импортировала).

### После 1991 года
Распад СССР и последовавшее разрушение торгово-экономических и технических связей привело к ухудшению состояния экономики Кубы в период после 1991 года. Правительством Кубы был принят пакет антикризисных реформ, введён режим экономии.
В октябре 1992 года США ужесточили экономическую блокаду Кубы и ввели новые санкции (Cuban Democracy Act). 12 марта 1996 года конгресс США принял закон Хелмса-Бёртона, предусматривающий дополнительные санкции против иностранных компаний, торгующих с Кубой. Судам, перевозящим продукцию из Кубы или на Кубу, было запрещено заходить в порты США (что затруднило поставки топлива в страну, отрицательно сказывается на обеспечении топливом сельскохозяйственной техники и осложнило положение в рисоводстве).
В 1993—2006 годы рис выращивали практически повсеместно, он являлся основной потребительской сельхозкультурой. В 2006 году площадь сельскохозяйственных угодий под рисом составляла 180,4 тыс. га; из 739,6 тыс. тонн собранных в 2006 году зерновых культур рис составлял 434,2 тыс. тонн, а кукуруза — 305,4 тыс. тонн. За счёт собственного производства Куба полностью обеспечивает потребности населения в рисе, кукурузе, фасоли и корнеплодах, однако другие зерновые (пшеница, ячмень и овёс) импортируются.
Осенью 2020 года ураган «Эта» нанёс ущерб сельскому хозяйству страны, пострадали 12 культур (в том числе, урожай бананов, табака, кофе, какао, помидоров, бониато, кукурузы и риса). Площадь пострадавших рисовых полей составила 9945 гектаров (при этом на площади 2808 га посевы риса были полностью уничтожены).
Куба развивает научно-производственное сотрудничество с Вьетнамом в области рисоводства (идёт работа по созданию новых, более высокоурожайных сортов риса). Одним из последних достижений в области рисоводства является засухоустойчивый сорт риса INCA-LP7, созданный на сельхозстанции «Los Palacios» на основе сорта «Amistad 82».

## Современное состояние
Рис выращивают на тёмных слитых почвах. Он входит в ряд традиционных блюд кубинской кухни.